# 古祖母山
古祖母山（ふるそぼさん）は、大分県豊後大野市緒方町と宮崎県西臼杵郡高千穂町との境にある山である。標高1,633.1m。

## 概要
祖母山から、間に障子岳を挟んで、南側に位置する。頂上は南北2つの峰からなり、最高点は三等三角点のある南峰。
伝承では、神武天皇の祖母である豊玉姫が、この山に降臨した後に、祖母山へと移ったとされ、それが山名の由来となっている。
緒方町尾平登山口等からの登山道があるほか、祖母傾縦走の経路でもある。

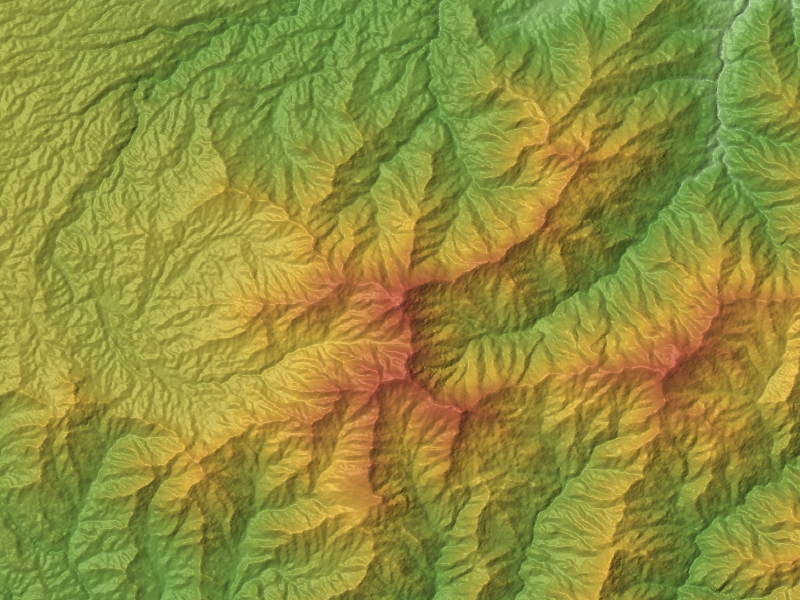
中心の高峰が祖母山、
その真南の高峰が障子岳で
その南東の高峰が古祖母山